# ZootFly
ZootFly fou una empresa eslovena desenvolupadora de videojocs especialitzada en el desenvolupament de videojocs d'acció i aventura per la Xbox, Xbox 360, PS3 i l'ordinador. Fou també un estudi membre de International Game Developers Association (IGDA).
Va ser fundada el desembre del 2002 a Ljubljana a Eslovènia per veterans de la indústria com Bostjan Troha, Denis Rozaj i David Pangerl. Durant l'any 2003, una firma independent de l'Europa central (fundada el 1985) va comprar el 40% de la companyia. El 2013 va ser adquirida pel fabricant d'equipament per a casinos Interblock.